# ريتشارد ديزموند (رجل أعمال)
ريتشارد ديزموند (بالإنجليزية: Richard Desmond)‏ هو شخصية أعمال بريطاني، ولد في 8 ديسمبر 1951 في هامبستاد في المملكة المتحدة.